# Nguyễn Văn Huệ (Mỹ Tho)
Nguyễn Văn Huệ (1913–1980) là một chính trị gia người Việt Nam, nguyên Bí thư Tỉnh ủy Sa Đéc thuộc Đảng Cộng sản Đông Dương, Đại biểu Quốc hội Việt Nam khóa I, khóa II, khóa III, Chủ tịch Ủy ban hành chính lâm thời tỉnh Sa Đéc.

## Cuộc đời
Nguyễn Văn Huệ sinh ngày 29 tháng 6 năm 1913 ở xã Kim Sơn, quận Châu Thành, tỉnh Mỹ Tho, nay thuộc tỉnh Tiền Giang.
Tháng 6 năm 1945, ông được tổ chức Đảng ở Cần Thơ (với danh nghĩa Xứ ủy Nam Kỳ) cử về Sa Đéc, đảm nhiệm chức vụ Bí thư Tỉnh ủy lâm thời Sa Đéc. Tỉnh ủy lâm thời (khu vực Cao Lãnh) gồm: Lê Văn Nhạc, Nguyễn Long Xảo, Bảy Lương, Châu Văn Ký, Nguyễn Văn Huệ. Một bộ phận Tỉnh ủy lâm thời (khu vực Sa Đéc) nhận phân công ở tổ chức Đảng ở Mỹ Tho vẫn hoạt động dưới sự chỉ đạo của Bí thư Trần Thị Nhượng.
Tháng 8, hai Tỉnh ủy lâm thời tổ chức hội nghị thống nhất tại nhà cụ Cử Hoành (đường Xóm Lưới, tỉnh lỵ Sa Đéc), bầu ra Ủy ban khởi nghĩa tỉnh cùng Tỉnh ủy lâm thời mới gồm: Trần Thị Nhượng, Nguyễn Văn Huệ, Lê Văn Nhạc, vẫn do Nguyễn Văn Huệ làm Bí thư. Ngày 23 tháng 8, lệnh khởi nghĩa được ban bố. Ngày 25 tháng 8, dưới sự lãnh đạo của Tỉnh ủy và Ủy ban khởi nghĩa, khởi nghĩa diễn ra thành công. Ủy ban hành chính lâm thời tỉnh Sa Đéc được thành lập do Nguyễn Văn Huệ làm Chủ tịch.
Tháng 9, quân Pháp trở lại Việt Nam dưới danh nghĩa giải giáp quân Nhật, ông phạm phải sai lầm khi cho giải tán lực lượng du kích, cho thành lập những lực lượng chính quy giao cho Lại Văn Quới chỉ huy. Quới sau đó hàng Pháp. Ngày 15 tháng 10, Xứ ủy Nam Bộ quyết định cử Phạm Hữu Lầu đảm nhận vai trò Bí thư Tỉnh ủy Sa Đéc. Tại Hội nghị đại biểu Đảng bộ tỉnh, ông được bầu vào Thường vụ Tỉnh ủy, giữ chức Chủ tịch Ủy ban kháng chiến tỉnh.
Tháng 1 năm 1946, ông trúng cử Đại biểu Quốc hội khóa I, là một trong bốn Đại biểu Quốc hội của tỉnh Sa Đéc (gồm Nguyễn Văn Cửu, Nguyễn Văn Huệ, Nguyễn Văn Kiểu, Trương Hữu Tước). Năm 1960, ông tiếp tục được kéo dài nhiệm kỳ Đại biểu ở Quốc hội khóa II và III, giữ vai trò Ủy viên Thường vụ Đảng ủy Bộ Giáo dục, chuyên trách công tác Đảng, cuối cùng là Vụ trưởng Vụ Kế hoạch Tài vụ (Bộ Giáo dục).
Ông mất ngày 4 tháng 5 năm 1980.